# Alblas (rivier)

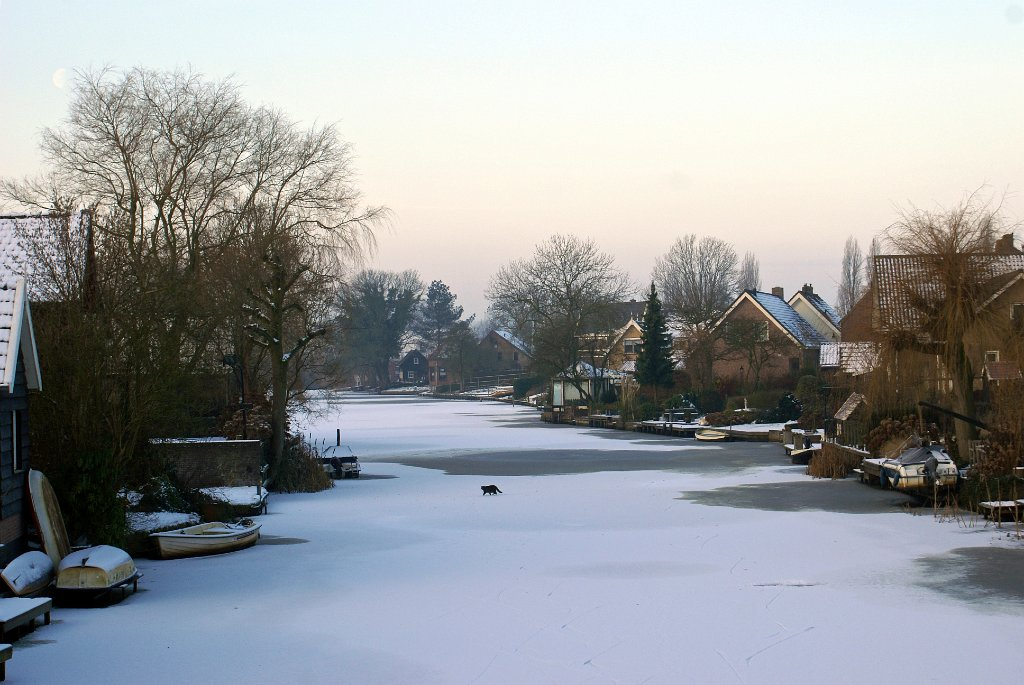
De Alblas in de winter

De Alblas is een riviertje in de Nederlandse provincie Zuid-Holland met een lengte van 10 kilometer.
De Alblas begint als de Graafstroom, waar de voormalige gemeente Graafstroom naar vernoemd was. Tussen Bleskensgraaf en Oud-Alblas, ter hoogte van de Wijngaardeseweg, verandert de Graafstroom van naam en wordt de Alblas genoemd.
Vroeger was de Alblas een druk bevaren rivier met voornamelijk schuiten die veevoer (zoals pulp) transporteerden. Boerderijen uit deze periode hebben daarom de voorgevel aan de kant van het water en niet aan de weg. Dit komt, omdat in de periode van bouwen de Alblas een belangrijkere transportroute was dan de weg. Vandaag de dag wordt de rivier alleen bevaren door recreatieschepen. In de winter, wanneer de rivier is dichtgevroren, wordt de Schaatsmolentocht gedeeltelijk over de rivier gereden.
Ten westen van Oud-Alblas maakt de Alblas een grote bocht naar het noorden toe en weer terug naar het zuiden, die wordt afgesneden door de Nauwe Alblas. Het riviertje stroomde uiteindelijk bij Alblasserdam de Noord in. Vandaag de dag is de Alblas doodlopend, doordat de sluis die toegang bood tot de Noord niet operationeel is.

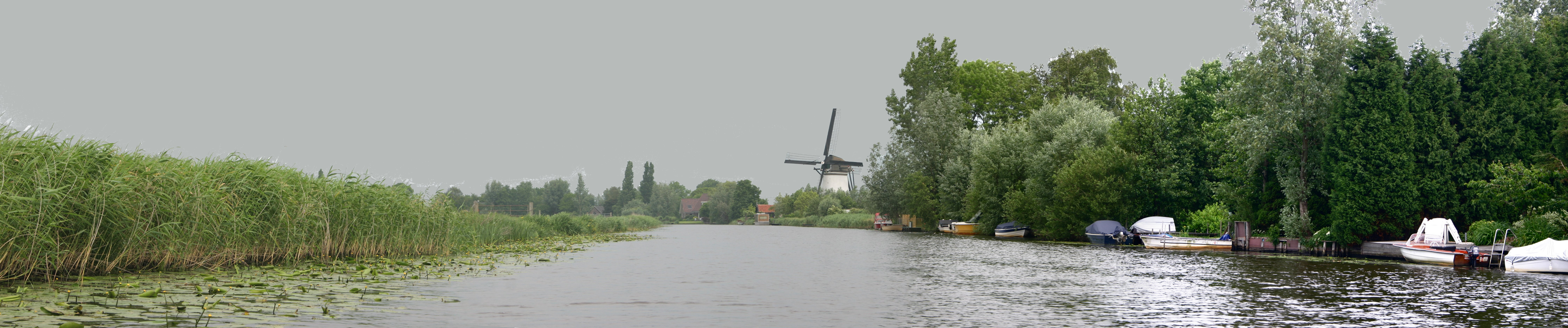
Zicht op de Alblas nabij Oud-Alblas